# Bolla di calore

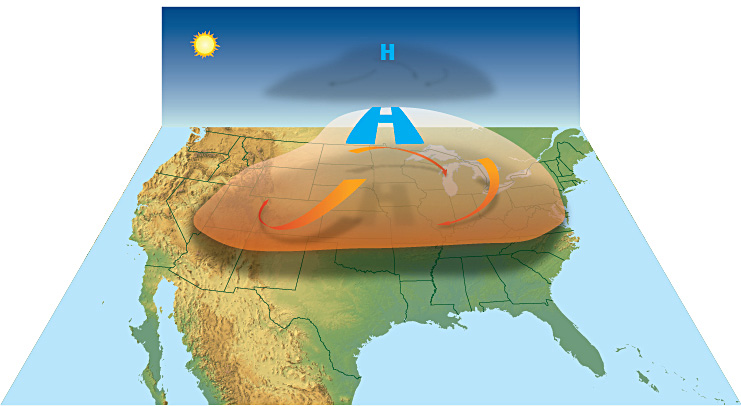
Una bolla di calore sopra gli Stati Uniti d'America.

Una bolla di calore, nel linguaggio quotidiano, è un fenomeno che si verifica quando l'aria calda che arriva dall'oceano rimane a lungo stazionaria al suolo a causa di una zona di alta pressione che le impedisce di risalire. Il termine è spesso impropriamente utilizzato per qualsiasi situazione di ondata di caldo. Il termine bolla di calore è utilizzato anche nel contesto delle isole di calore urbane.

## Formazione delle bolle di calore

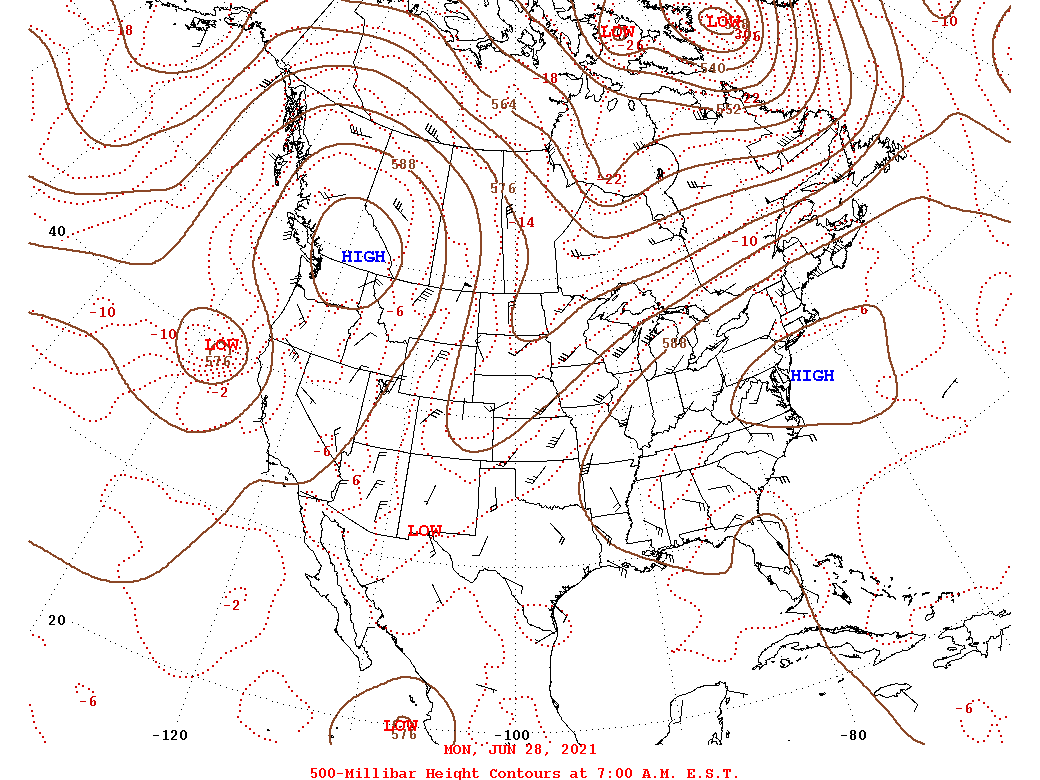
La bolla di calore dell'ondata di caldo del Nord America occidentale del 2021, sul Canada occidentale e sugli Stati Uniti nordoccidentali. L'alta pressione è in corrispondenza della bolla di calore

In condizioni estive stagnanti e secche, si accumula una massa di aria calda. Quando una zona di alta pressone spinge l'aria calda verso il basso questa viene compressa, diventa ancora più calda. L'alta pressione agisce come una cappa e causa l'aumento della temperatura.
Secondo la National Oceanic and Atmospheric Administration degli Stati Uniti, una bolla di calore è un'area chiusa dove la temperatura è più alta rispetto alle regioni circostanti che si verifica quando l'atmosfera trattiene l'aria ad alta pressione in estate. Questo fenomeno si verifica soprattutto durante una situazione di blocco meteorologico quando i sistemi si muovono lentamente da ovest a est e il calore può accumularsi sotto l'anticiclone d'alta quota per il fenomeno della subsidenza atmosferica e con il riscaldamento cumulativo diurno. L'effetto opposto è la goccia fredda.

Formazione delle bolle di calore

In Nord America, questo fenomeno si verifica quando forti aree di alta pressione si combinano con l'influenza di La Niña per creare aree di calore soffocante intrappolate sotto una cappa di alta pressione. Normalmente la bolla si forma sulla costa occidentale, creando un'intensa ondata di caldo locale, per poi spostarsi gradualmente verso est.
L'America non ha l'esclusività del fenomeno (a volte chiamato hot high pressure dome) che si incontra anche in Siberia e in altri luoghi.
La frequenza di questo tipo di fenomeni e la loro entità sono accentuate dal riscaldamento globale.

## Alcuni eventi collegati a bolle di calore
- 2003: 46,2 °C a Cordoba in Spagna durante l'ondata di caldo europea dell'agosto 2003[7]
- 2012: ondata di caldo in America del Nord del 2012
- 2018: ondata di caldo in America del Nord del 2018
- 2019: 46 °C a Vérargues in Francia durante l'ondata di caldo europea del giugno 2019[14]
- 2019: 42,6 °C a Lingen in Germania[15] durante l'ondata di caldo europea alla fine di luglio 2019[16]
- 2020: 38 °C a Verkhoïansk, Siberia[9][17]
- 2021: ondata di caldo in Russia del 2021
- 2021: 49,5 °C a Lytton nella Columbia Britannica in Canada, il fenomeno ha interessato una vasta area della costa nord-occidentale dell'America[18][19]